# الغارة النصرية على مرسية (1392)
الغارة النصرية على مرسية عام 1392 هو صراع حدودي محلي بالقرب من لورقة بين مملكة غرناطة وتاج قشتالة .

## خلفية تاريخية
تولى أبو عبد الله محمد السابع العرش النصري في أكتوبر 1392م. وفي ذلك الوقت، كانت هناك هدنة سارية المفعول مع قشتالة. وبما أن الهدنات كانت تعتبر تعهدات شخصية من جانب الحكام، وكان لا بد من تأكيدها في بداية حكمهم، فإن تولي حاكم جديد للعرش غالباً ما يخلق حالة من التوتر المتزايد على طول الحدود. كان محمد يعتزم الحفاظ على الهدنة مع قشتالة، واستغلال أي فرصة للتدخل في شؤونها.  فسعى إلى الاستفادة من الأقلية التي ينتمي إليها هنري الثالث والانقسامات التي أحدثتها في البلاط القشتالي لتعزيز سلطته.   

## الغارة
في ديسمبر 1392،  بينما كانت الهدنة لا تزال سارية،  شن محمد غزوة على مرسية بالقرب من لورقة.    بعد أن هاجم بعض المستوطنين القشتاليين حدوده.  وفقًا لسجلات هنري الثالث وجيل جونزاليس دافيلا ، فإن الغارة كانت تتألف منسبعمائة فارس وثلاثة آلاف من المشاة. 
قام الغزاة النصريون بقطع الحقول وحرق مدينة قارباكة بينما لجأ سكان المدينة إلى حصن فرسان سانتياغو .   قبض ألفونسو يانيز فاجاردو على المغيرين في نوغاليتي أثناء عودتهم إلى غرناطة وهزمهم واسترد غنائمهم.    وفقًا للسجلات ، كان لدى فاخاردو مئة وسبعين فارسًا وأربعمئة جندي مشاة. يطلق جيل جونزاليس على هذا " عددًا متواضعًا من الفرسان " ويقول إن جنود المشاة جاءوا من مدينتي مرسية ولورقة. 

## تداعيات
وعندما علم محمد بالكارثة التي وقعت في نوغالتي، أنهى مفاوضات الهدنة الجارية في غرناطة مع مبعوثي الملك جون الأول ملك أراغون وبدأ في إعداد رد عسكري. على الرغم من أنه أبلغ الأراغونيين أن هذا كان موجهًا إلى لورقة، إلا أن جون اشتبه في أنه كان موجهًا إلى بلنسية واستعد للحرب.  وفي النهاية، وُقعت مملكة غرناطة هدنة مع كل من قشتالة وأراغون. 
وفي قشتالة، أثارت غارة النصريين عام 1392 جدلاً حول السياسة الملكية. 
تم تضخيم الغارة بشكل كبير في الروايات اللاحقة، مثل رواية مارتين دي كوينكا فرنانديز بينيرو (1722)، الذي أخطأ لما جعلها سنة 1393. 